# Naturschutzgebiet Kermelbach
Das Naturschutzgebiet Kermelbach befindet sich auf dem Gebiet der Städte Herdecke und Witten im Ennepe-Ruhr-Kreis in Nordrhein-Westfalen.
Das Naturschutzgebiet erstreckt entlang des Kermelbaches, beginnend nordwestlich des Ortsteils Herdecke-Ende bis zum südöstlichen Ortsrand von Witten-Borbach.

## Beschreibung
Das 10,43 ha große Gebiet mit der Kennung EN-004 steht seit 1984 unter Naturschutz.
Der Fachinformationsdienst des Landesamtes für Natur, Umwelt und Verbraucherschutz in NRW beschreibt das Gebiet wie folgt:

„Der Kermelbach ist ein naturnah mäandrierender Bach mit Flach- und Steilufern sowie lokalen Kiesbänken. Seine Sohle ist steinig, stellenweise wird das Grundgebirge angeschnitten. Im oberen Abschnitt ist der Bach unter talquerenden Wegen z. T. verrohrt. Am Bach und auf der Talsohle stocken meist Erlen und Eschen im mittleren Baumholzalter, partiell finden sich andere Laubgehölze oder Fichten. Der Unterwuchs ist gut entwickelt und nur wenig durch Neophyten belastet.(...) 
 Die artenreichen und gut entwickelten Nasswiesen im südlichen Bereich gehen in feuchte Fettweiden über. An den Talhängen sind neben Eichen-Buchenmischwäldern auch Fichten und Waldkiefernforste anzutreffen. Kleinflächiger kommen aus Stieleiche, Birke und Bergahorn zusammengesetzte Laubholzbestände vor. Ganz im Süden stockt auf einem kleinen Bergrücken ein ilexreicher Stieleichenwald.(...)“

Von den vielen Pflanzenarten, die im Naturschutzgebiet vorkommen und bei der Kartierung (2017) erfasst wurden, seien beispielhaft hervorgehoben:  Breitblättriger Rohrkolben, Pestwurz, Echtes Mädesüß, Kuckucks-Lichtnelke, Sumpf-Dotterblume, Teich-Schachtelhalm, Wald-Schachtelhalm und Kleine Bibernelle.

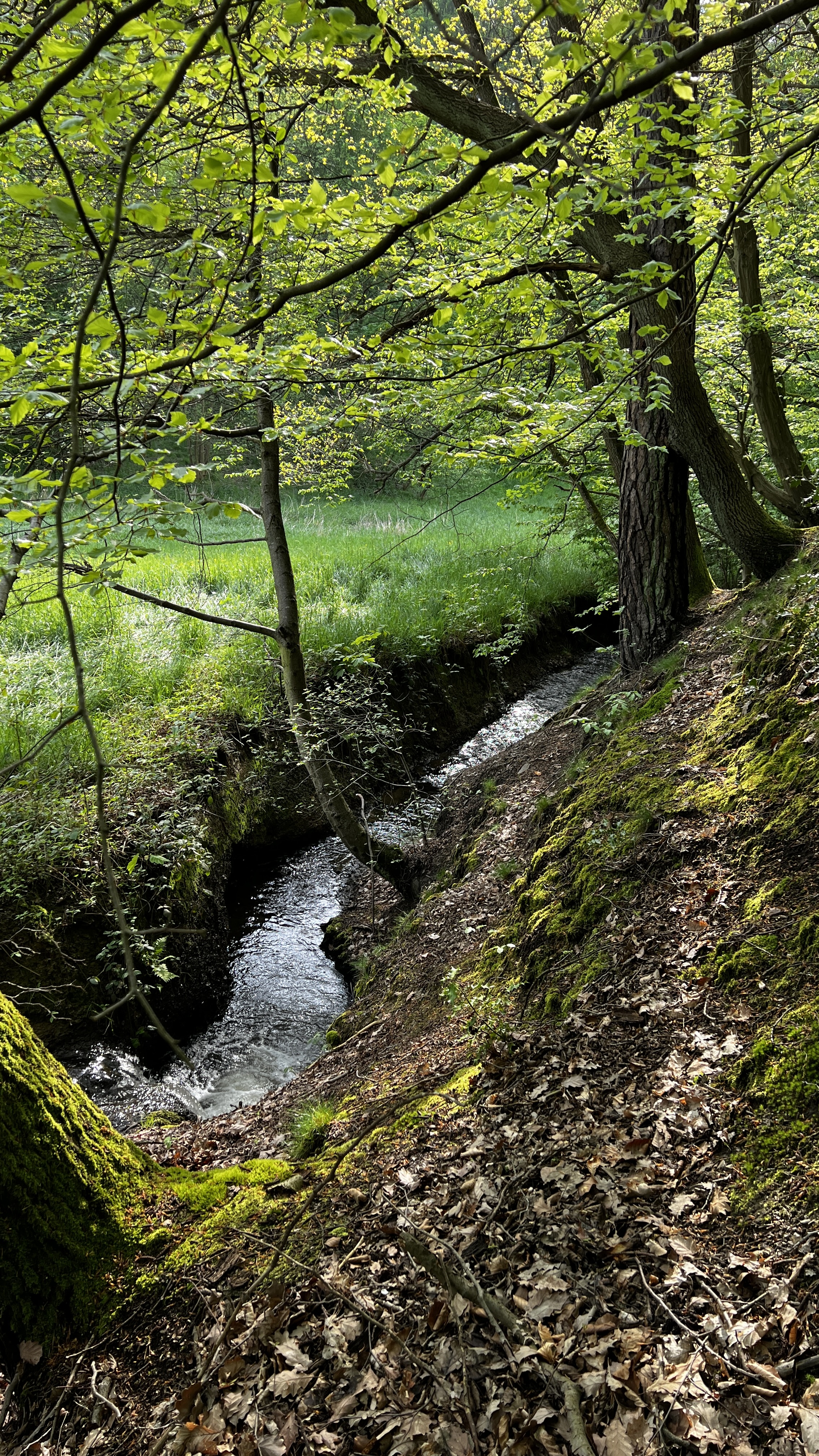
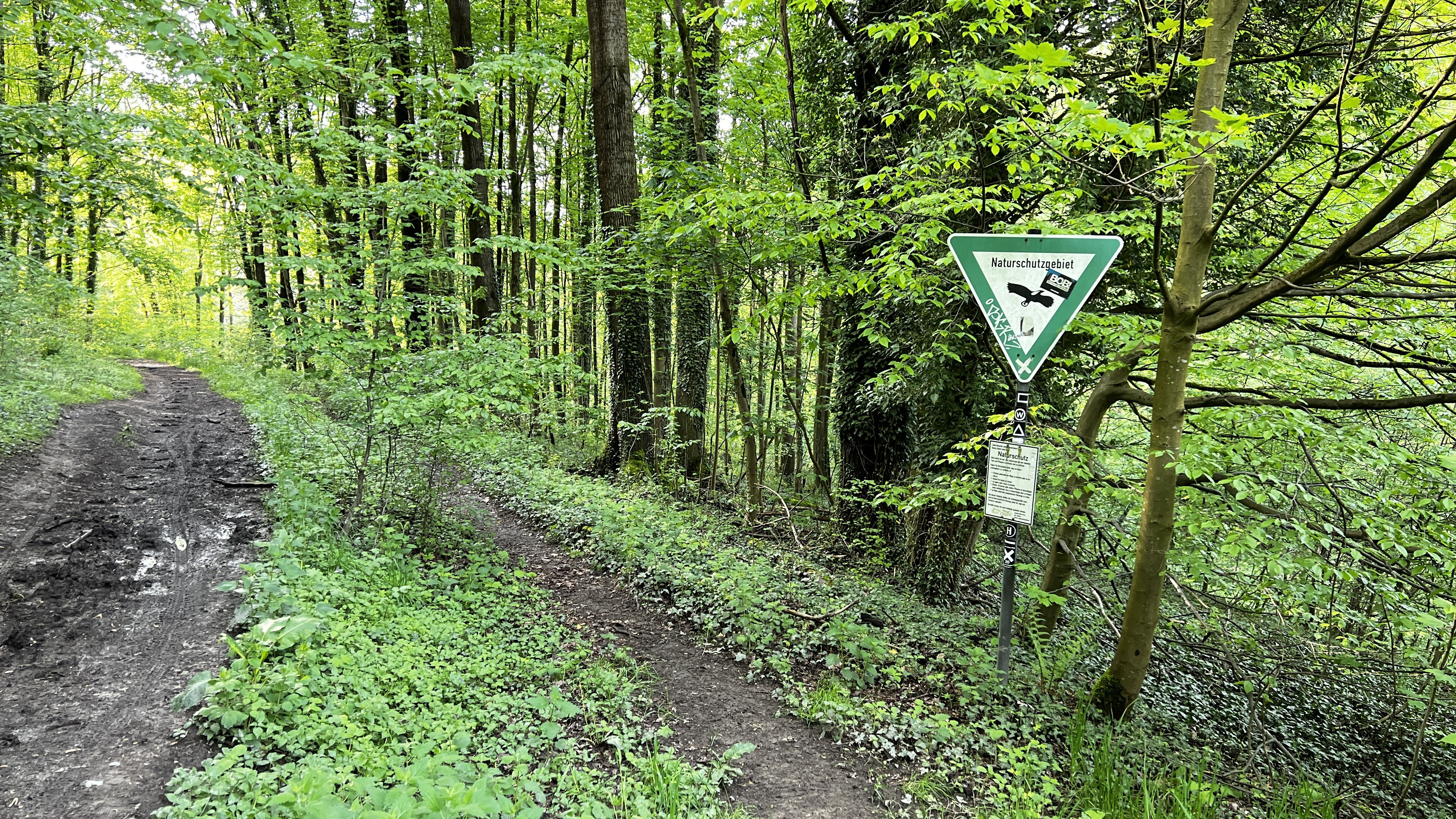
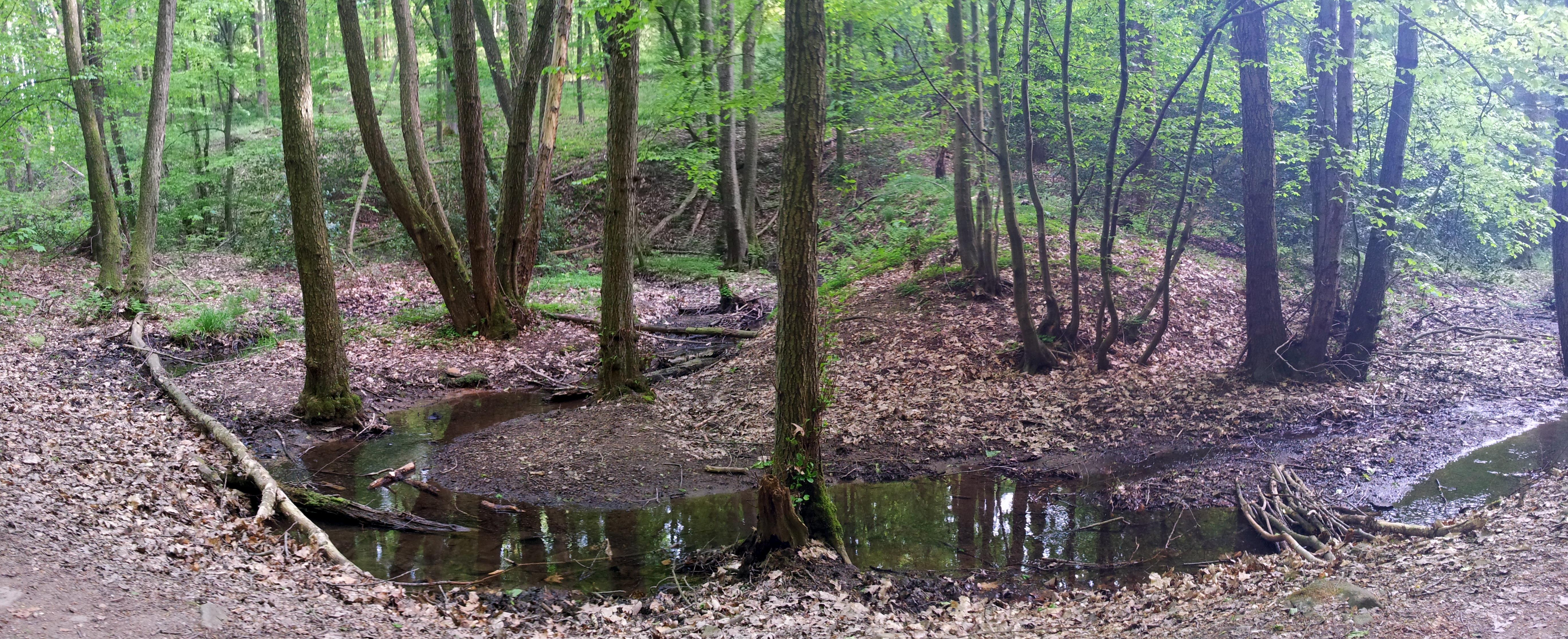